# Antoni Suqué Sucona
Antoni Suqué Sucona (Reus, 13 de novembre de 1866 - Barcelona, 1956) va ser un diplomàtic i escriptor català.
Fill d'un important hisendat reusenc, Leopold Suqué, propietari de la casa Suqué, i nebot de Tomàs Sucona, va estudiar la carrera diplomàtica a Madrid i el 1898 va ser nomenat vicecònsol a Gibraltar. Destinat a Orà l'any següent, va tenir diversos destins a Europa i als Estats Units d'Amèrica. El 1916 era cònsol a Montreal, el 1917 a Liverpool i el 1918 a Bahia (Brasil). Va ser cònsol general a Hongria i també a Dublín i el 1932 cònsol a Gibraltar. Quan es va retirar de la vida diplomàtica va anar a viure a Barcelona. Va publicar articles a la Revista del Centre de Lectura i diversos llibres sobre la seva experiència diplomàtica. Es pot destacar En el desplome de Europa: memorias de un cónsul de España (1898-1932): Orán, Londres, San Francisco, Riga, Salónica, Budapest, Trieste, Madrid, Montreal, Montevideo, Dubín, Gibraltar. Barcelona: Teide, 1954.